# Павшинский мост
Павшинский мост (также мост Павшинская Пойма или Спасский мост) — пешеходный вантовый мост через Москву-реку, расположенный на востоке Красногорска. Соединяет микрорайон Павшинская пойма с территорией торгово-выставочного центра «Крокус Сити» и станцией метро Мякинино.

## История
Павшинский пешеходный мост начал возводиться в мае 2013 года по заказу Crocus Group силами ЗАО «Курганстальмост». Для строительства был выбран наиболее узкий отрезок реки. Открытие моста планировалось в мае 2015 года, однако, после просьбы местных жителей мост был открыт 27 ноября 2014 года. Некоторое время после открытия он оставался недоделанным из-за отсутствия пешеходной плитки, которая позднее была положена. В настоящее время Павшинский мост является самым длинным пешеходным мостом в Московской области.

## Техническая характеристика
Длина Павшинского моста — 422 м, ширина — 5 м. Мост вантовый двухпилонный, каждый пилон соединён с основным пролётом моста 28 вантами. Длина основного пролёта — 173 м.
Настил моста гладкий, скользкий зимой, плитка уложена по краям моста, над берегами.
Подсветка, освещение и сигнальные огни моста — светодиодные. Светодиодные ленты освещения смонтированы ниже поручней, освещая настил моста.